# Tram TIP serie A.1-A.4
Le vetture tranviarie TIP serie A.1 ÷ A.4 della Tramways a Vapore Interprovinciali di Milano, Bergamo e Cremona (poi STEL 1 ÷ 4) erano un gruppo di quattro elettromotrici a due assi, ricavate dalla motorizzazione di altrettanti rimorchi TIP tra il 1919 e il 1922, negli anni successivi all'elettrificazione della tratta Milano-Crescenzago, sulla tranvia Milano-Vaprio.

## Storia
Alla fine della prima guerra mondiale, l'indisponibilità di materiale di trazione da destinare alle tranvie elettriche interurbane spinse la Edison a motorizzare per conto della TIP alcuni rimorchi, da destinare in particolare ai servizi vicinali per Crescenzago, attivati nel 1918 con l'elettrificazione del primo tratto della Milano-Vaprio. A tale scopo, vennero utilizzati quattro rimorchi a due assi di costruzione Società Italiana Carminati & Toselli risalenti all'incirca al 1910, ai quali vennero installati equipaggiamenti elettrici forniti dal TIBB. I frontali vennero così riallestiti per ospitare il posto guida e il controller G4/0; le vetture vennero inoltre fornite di due motori GTM.32, che consentivano di trainare fino a tre rimorchi a due assi, o a due rimorchi a carrelli, rispondendo alle necessità di movimento richieste nelle ore di maggior afflusso di viaggiatori sul Crescenzago.
Non si conosce con esattezza la data esatta di entrata in servizio di queste vetture, che avvenne tuttavia nell'arco di alcuni anni dopo l'elettrificazione di questo tronco tranviario. Le prime due unità vennero infatti consegnate nel 1919 (probabilmente nella seconda metà dell'anno), mentre la terza nel 1920; la quarta vettura, invece, completò la serie soltanto nel 1922. I ritardi nella fornitura furono dovuti ai numerosi scioperi di quegli anni e alle difficoltà di reperire i materiali necessari ai nuovi equipaggiamenti elettrici. La colorazione d'origine delle prime tre vetture era scura, mentre non ci sono elementi per stabilire quella adottata dalla quarta unità, consegnata diversi anni più tardi. Queste vetture infatti, inizialmente dotate di repulsore centrale in uso sulle tranvie a vapore, vennero in seguito provviste del gancio a imbuto tipico dei mezzi a trazione elettrica, per poter essere impiegate anche sulle altre linee della STEL, subentrata alla Edison nel 1919. Già dal 1920, infatti, divennero presenza abituale anche sulla Milano-Sesto-Monza, mentre risale soltanto al 1924 l'impiego sul Rogoredo, tratta elettrificata della Milano-Lodi.
Dopo la metà degli anni Venti, entrando a far parte direttamente del parco rotabili STEL tutte le vetture andarono a vestire la livrea bianco gesso, venendo rinumerate da 1 a 4. Passarono quindi all'ATM nel 1939, col passaggio della rete tranviaria extraurbana dalla STEL a quest'ultima, ricevendo di conseguenza la colorazione verde bitonale, col caratteristico disegno frontale "a scudo".
Già nel 1948 risultavano destinate ai soli servizi di manovra, a causa della loro scarsissima capienza. Le vetture furono radiate nel 1973: l'unità 3 fu venduta a un privato e collocata nel giardino di un'abitazione in via Fiordaliso, 20 a Milanino, mentre le altre vennero demolite.
L'unità 3 è passata negli anni duemila al Museo delle Comunicazioni di Cormano, fondato dall'Ingegner Giacomo Tavoletti. Successivamente alla sua morte, la motrice 3 è stata trasferita al Circuito Tazio Nuvolari di Cervesina, ove è conservata all'esterno .